# 907 Рода
907 Рода (907 Rhoda) — астероїд головного поясу, відкритий 12 листопада 1918 року.
Тіссеранів параметр щодо Юпітера — 3,222.